# BMC ADO17
BMC ADO17 er modelbetegnelsen for en større familiebil, der blev fremstillet af British Motor Corporation (BMC), og senere British Leyland fra september 1964 til 1975. Bilen blev først solgt under Austin-mærket som Austin 1800, og senere som Morris 1800 og Wolseley 18/85. Senere udgaver var Austin 2200, Morris 2200 og Wolseley Six. Modellen modtog i 1965 prisen Årets bil i Europa.
Modellen blev solgt i Danmark under navnet Morris Monaco.

## Udvikling
BMC havde fra slutningen af 1950'erne solgt en serie af mellemklassebiler, der blev betegnet "The Farinas". Bilerne var designet af Pininfarina, men var bortset fra designet baseret på ældre BMC modeller, der var teknologisk forældede. BMC ønskede at udvikle en helt ny model fra grunden til afløsningen af The Farinas. BMC havde succes med de mindre modeller Mini og Austin 1100/Morris 1100 udviklet af Alec Issigonis, og udviklingen af den nye mellemklassebil blev lagt i hænderne på Issigonis.
Issigonis havde i 1956 arbejdet med et koncept for en baghjulstrukket mellemklassebil, XC9000, men Suez-krisen og introduktionen af Farinaerne havde sat en stopper for projektet. Men i 1958 var BMC klar til en ny mellemklassebil, og projektet blev genoplivet. Den første prototype, XC9001, havde forhjulstræk, og mindede i sin form om en forlænget Mini. BMC insisterede imidlertid på, at bilen fik en andet udseende og bad Pininfarina om at bidrage. Pininfarina og Issigonis arbejdede herefter med to forskellige designs, hvor Issigonis' design for en større bil endte med at blive det, som BMC gik videre med. Det var oprindeligt tanken, at den nye bil skulle baseres på BMC's 1,6 liter motor, men BMC havde sideløbende udviklet en 1,8 liter udgave af motoren til MG B, og det blev besluttet af benyttede den større motor til den nye mellemklassebil. Med valget af den større motor var det nødvendigt at gøre den nye bil større, og BMC flyttede sig derved væk fra udgangspunktet om afløsning af Farinaerne, der var i "1,5 liter klassen". Den nye bil fik projektnavnet ADO17, hvor ADO stod for Amalgamated Drawing Office/Austin Drawing Office.
Issigonis havde med ADO16 (Austin/Morris 1100) og Mini'en med forkus på at skabe stor indre rummelighed i en kompakt mindre bil, og han byggede videre på den filosofi med det nye projekt, der som øvrige Issignosis designs havde tværstillet frontmotor og forhjulstræk. Resultatet blev en udgave med en del ligheder med ADO16, men større. ADO17 var kun 43 cm. længere end ADO16, men var særdeles rummelig indvendig sin størrelse taget i betragtning. Den endelige design var en forholdsvis kort bil med 4,19 meter i længden, men forholdsvis bred med 1,70 m og lav med 1,41 i højden. Bilens kompakte udseende gav den i Storbritannien kælenavnet "The Landcrab" (Landkrabben).
Bilens udseende var utraditionelt i 1964 med sine store vinduer og rummelige, minimalistiske interiør med læder-, træ- og kromindretninger samt et usædvanligt instrumentbræt med bånd-speedometer og grønt indikatorlys for enden af indikatorarmen. Der var under instrumentbrættet et "paraplyhåndtag" i krom til håndbremsen, og de to forsæder mødtes på midten og kunne bruges som bænk. Teknologien under det ydre var også ukonventionel og forud for sin tid, herunder hydrolastisk ophæng og et system til fordeling af bremsestyrken i form af en ventil, som overfører bremsekraft mellem for- og bagaksler som funktion af den registrerede deceleration snarere end som en funktion af væsketrykket. Bilens karrosseri var usædvanligt stift med en vridningsstivhed på 18032 Nm/grad.
BMC, der havde opnået store salgstal med Austin/Morris 1100 og med Mini'en, og ledelsen i BMC forventede, at den nye bil ville blive en tilsvarende succes og afsatte produktionskapacitet i Austins fabrik i Longbridge med 4.000 eksemplarer om ugen og 1.000 på Morris' fabrik i Oxford, svarende til ca. 250.000 eksemplarer om året, nogenlunde svarende til salgstal for de mindre Austin/Morris 1100 og Minien. BMC's havde sine forventninger på trods af, at der på det britiske bilmarked blev solgt ca. fire gange så mange biler i 1400-1500cc-klassen som i 1700-1800cc-klassen.

## Mark I
BMC besluttede at sætte den nye bil på markedet først under Austin-mærket, som Austin 1800. Bilen blev introduceret for pressen i juli og august 1964. Ved introduktionen stod det klart, at bilen var større og dyrere end de biler, som den skulle afløse, Farinaerne, og bilen blev nu introduceret som en tilføjelse til BMC's modelprogram. De første anmeldelser i pressen var ovevejende positive og lagde vægt på Issigonis' "geni" som skaber af de tidligere 1100-modeller og Minien. Bilen blev sat til salg den 13. oktober 1964 alene som Austin 1800. Bilen blev i 1965 kåret til Årets Bil i Europa.
Salget af den nye model kunne dog ikke leve op til BMC's optimistiske forventninger. Modellen var indvendigt særdeles rummelig i forhold til sin størrelse, men udseendet blev anset som disproportionalt, og bilens størrelse og pris indebar, at den konkurrerede med modeller fra andre producenter, der leverede mere prestigefyldte modeller, ligesom Fords storsælgende 1,2/1,5 liters Cortina kostede langt mindre.
BMC havde anvendt ressourcer på udviklingen af ADO17, men lod i første omgang alene bilen blive solgt som en Austin gennem BMC's Austin-forhandlere. Først i marts 1966 blev modellen solgt under det parallelle Morris-mærke og fra marts 1967 under Wolseley-mærket som Wolseley 18/85. Wolseley havde i årene 1938-1948 solgt en anden model også som Wolseley 18/85.
Udover, at det var vanskeligt at finde købere til den nye model, var modellen tillige plaget af en række tekniske problemer. Det var på den tid ikke usædvanligt med løbende modifikationer af bilmodeller, men antallet og arten af ændringerne på modellen gav indtryk af, at bilen var blevet introduceret inden den var færdigudviklet. Blot en måned måned efter lanceringen blev indstillelige forsæder og muligheden for et armlæn midt på bagsædet tilføjet. En måned senere, i januar 1965, vendte BMC tilbage til prototypens drivforhold (3,88:1) som følge af "olieforbrugsproblemer" og samme måned blev kontakter i bilen ændret. Oliepindens design blev også hurtigt ændret.
Efterfølgende modifikationer omfattede ændring, omplacering og vinkel af håndbremsen i oktober 1965, og få måneder efter fjernelse af den bagerste krængningsstang og ændring af den bagerste affjedring, samtidig med justering af styretøjet for at løse et problem med ujævn dækslitage. Fra januar 1966 blev monteret stærkere motorsidedæksler sammen med modificerede motormonteringslister, og i februar blev monteret vandskjolde på de bagerste nav, bilens ratstamme modificeret for at reducere ratslør, og de første bilers tilbøjelighed til at springe ud af første og andet gear blev løst ved montering af en synkromesh.
Efter modellen blev introduceret som Morris 1800 i 1966 blev kablerne til gearkassen ændret for at afhjælpe problemer med gearkassen i koldt vejr og sæderne blev justeret for at forbedre kørestillingen. I juni 1967 blev i stilhed introduceret en modificeret version med en række ændringer i forhold til de tidligere eksemplarer. Problemrne med bilens teknik blev beskrevet i pressen, der også fokuserede på modellens problemer med olieforbrug (der måske blot skyldtes en detalje som en fejldesignet oliepind) og den tunge styring.
Salgstallene var skuffende. BMC havde forventet, at modellen kunne sælge mellem 200.000-250.000 eksemplarer om året, men først i 1966 var de første 70.000 eksemplarer solgt. Det største år var produktionsåret 1965/66, hvor der blev fremstillet 56.876 eksemplarer.
Modellen havde dog fremragende egenskaber indenfor rally-sporten. Bilens manglende hurtighed blev opvejet af den avancerede affjedring og holdbarheden af det stive karrosseri, hvilket gav den en fordel ved længere kørsel under vanskelige forhold på dårlige veje.
- Austin 1800 (Mark I)
- Austin 1800 (Mark I) bagfra
- Austin 1800

## Mark II
British Motor Corporation oplevede fra midten af 1960'erne stigende økonomiske problemer, idet de storsælgende modeller Austin/Morris 1100/1300 og Mini blev solgt med tab, og idet BMC's øvrige modeller, herunder ADO17 havde skuffende salgstal. BMC havde i september 1966 overtaget Jaguar Cars og havde kort efter ændret navn til British Motor Holdings, men tilføjelsen af Jaguar tilførte på ingen indtægter til selskabet og BMH var tæt på kollaps. Efter pres fra den britiske Labour-regering blev British Motor Corporation i januar 1968 fusioneret med Leyland Motor Corporation og dannede British Leyland, der i den britiske regerings vision skulle være et "Britisk General Motors". British Leyland overtog herefter ansvaret for ADO17.
British Leyland sendte kort efter fusionen i maj 1968 en faceliftet udgave af ADO17 markedet, Mark II. Mark II havde et billigere og mere konventionelt interiør, ændret kølergrill, og på Austin- og Morris-udgaverne blev de smalle, vandrette baglygter erstattet af lodrette "finne"-lygter i stil med dem, der blev benyttet på den mindre ADO16 (Austin/Morris 1100/1300). Wolseley-udgaven beholdt sine vandrette baglygter. Andre ændringer omfattede en justeret gearing. højere andet gear og et endeligt udvekslingsforhold for den manuelle gearkasse, og konventionelle affjedringsbøsninger erstattede de langt overlegne rullelejer, der var monteret på Mark I. Kompressionsforholdet blev øget, og den maksimale effekt blev øget med 5 hk til hævdede 86 hk. Mark II havde også større hjul.
I oktober 1968 blev Mark II også leveret i en udgave, 1800S, med en motor med dobbelt karburator og 95 hk.
- 1969 Austin 1800 Mark II
- Morris 1800 Mark II
- 1969 Wolseley 18/85 Mark II

## Mark III
En Mark III-udgave kom på markedet i 1972. Ændringerne var beskedne i forhold til Mark II, og omfattede bl.a. en ny ændring af kølergrillen, der nu blev fælles for for Austin og Morris, opgradering af interiøret, herunder en konventionel gulvmonteret håndbremse.
Med Mark III blev også introduceret en sekscylindret udgave, solgt som Austin 2200, Morris 2200 og Wolseley Six. Mens 1800-udgaverne af Austin og Morris blev videreført, blev Wolseley 18/85 opgivet. Den sekscylindrede motor var hentet fra den australske udgave af modellen.
- Morris 1800 Mark I t.v. og en senere Mark III model t.h.; front
- Morris 1800 Mark I (t.h.) og en senere Mark III model t.v.; bagfra
- 1972 Morris 1800 Mark III
- Austin 1800 Mk III
- Austin 2200
- Wolseley Six

## Salg
Der blev i modellens levetid i Storbritannien produceret ca. 386.000 eksemplarer af ADO17, de fleste solgt under Austin-mærket, ca. 221.000. Morris 1800 solgte 95.271 og Wolseley 18/85 35.597.
Der findes ikke mange modeller i dag, hvilket bl.a. skyldes bilens tidligere begrænsede prestige, samt at mange ældre modeller blev benyttet i stock car-løb, hvor modellens stive og holdbare karrosseri gav den en fordel.
I begyndelsen af 1975 blev alle tre udgaver af modellen afløst af British Leylands nyudviklede ADO71, der ved introductionen blev solgt under mærkerne Austin og Morris som 1800 eller 2200, hvorimod Wolseley-udgaven ike fik noget navn, udover "the Wolseley saloon". I slutningen af 1975 ændrede British Leyland mærkestrategi, og ADO71 blev herefter solgt under navnet Princess uden brug af Austin eller Morris. Samtidig lod British Leyland Wolseley-mærket udgå.

## Motorsport
Selvom modellen ikke var speciel hurtig, gav det stive karrosseri og avancerede affjedring modellen en række fordele inden for rallysport, hvor den bl.a. opnåede en andenplads i "maraton"-motorløbet fra London til Sydney i 1968. I et tilsvarende motorløb fra London til Mexico City afholdt i anledning af fodbold VM i 1970 var tre af de 20 bedste biler ADO17'ere.
Det stive karrosseri var ligeledes en fordel i stock car, hvor modellen var ofte benyttet.

## Australien og New Zealand

### Austin 1800
Britisk ejet bilindustri havde vanskeligt ved at eksportere deres biler til Kontinentaleuropa (bortset fra til Danmark, hvor BMC's små modeller solgte fornuftigt) og USA, men solgte godt i særlig Australien og New Zealand, der i 1966 var BMC's største eksportmarked. Austin 1800 blev sat på markedet i Australien i november 1965 i en lokalt samlet udgave. Oprindelig var bilerne identiske med de britiske modeller, men der blev hurtigt foretaget justeringer af bilen for at tilpasse den til de mere landlige australske veje og klimaet
Australien udviklede også en pick-up udgave af modellen, der blev fremstillet fra 1968 to 1971, samt en lille lastbils-trækker. Under mærket BMC Freeway eksporterede Australien eksporterede en række 1800'ere til New Zealand, der også selv producerede ADO17 på lokale samlefabrikker for Austin og for Morris.
I 1970 udgik 1800 i Australien og blev erstattet af en faceliftet "X6"-model med seks cylindere solgt som Austin Tasman og den dyrere Austin Kimberley. De australske modeller adskilte sig fra de britiske modeller ved en anden front og en anden bagende. Bilerne var de første modeller med tværliggende række-6'ere og skulle konkurrere med de australsk byggede seks-cylinderede familiebiler fra Holden, Ford og Chrysler, og opnåede skuffende salgstal i forhold til sine amerikanske konkurrenter. Tasman og Kimberley udgik allerede i 1973, hvor de blev erstattet af den australsk udviklede og byggede Leyland P76.
- Austin 1800 Mk I Pick up
- Austin 1800 Mk II Pick up
- Austin Kimberly Mk II fra 1972